# Ars subtilior

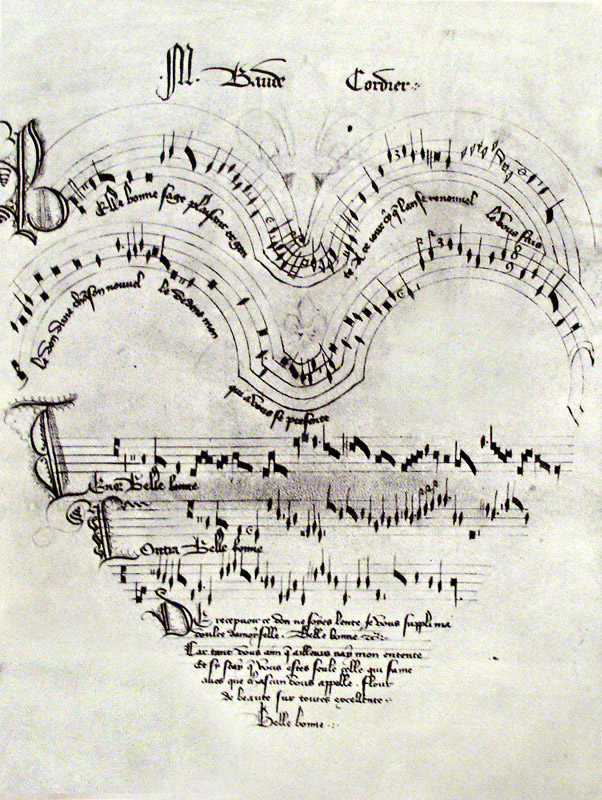
Partitura do rondeau Belle, bonne, sage, de Baude Cordier.

Ars subtilior (Arte mais sutil) foi um estilo musical que floresceu entre c. 1360 e c. 1430 como uma derivação da Ars nova, caracterizado por complexidades  rítmicas, harmônicas e notacionais, desenvolvido principalmente nos centros de Paris, no sul da França (sobretudo em Avinhão), no norte da Espanha, em alguns pontos da Itália e em Chipre.
O termo foi cunhado pela musicóloga Ursula Günther em 1963 a partir de referências encontradas na obra teórica Tractatus de diversis figuris, atribuída a Philippus de Caserta, onde o autor faz referência à evolução observada nos compositores de motetos Ars nova, que desenvolviam uma "arte mais sutil".

## Histórico
Esta música surgiu como uma evolução natural da crescente sofisticação técnica e conceitual da Ars nova, especialmente dos compositores que estavam sob a influência de Guillaume de Machaut e trabalhavam com baladas. Constitui uma ponte para a música da Renascença, que utilizou muitas das técnicas desenvolvidas pela Ars subtilior, indicando que seus compositores, apesar de sua erudição por vezes hermética, eram largamente conhecidos e suas músicas tiveram significativa circulação, ainda que em seu conjunto este estilo não tenha gerado propriamente uma descendência direta.
O centro principal de difusão foi a França, especialmente Avinhão, o mais importante e avançado centro musical europeu de seu tempo, nesta época sede do papado, onde as artes profanas eram ricamente patrocinadas como uma demonstração de poder, autoridade e força cultural. A prática do mecenato artístico e musical foi acentuada na competição entre o papa e o antipapa durante o Grande Cisma do Ocidente, e isso provavelmente ampliou as condições sociais e culturais favoráveis para o florescimento do novo estilo, mas sua ocorrência extrapola antes e depois a cronologia deste evento. Outras influências provavelmente estão no fortalecimento da cultura universitária e do senso de autoridade intelectual, na crescente profissionalização dos artistas, na popularização do conceito de autoria, e na necessidade política da alta nobreza e de um clero secularizado de criar uma cultura que fizesse referência ao passado como forma de legitimar sua autoridade, mas introduzisse uma nota de novidade e sofisticação, assegurando sua imagem como governantes capazes, dignos e ilustrados.
Suas origens podem estar no norte da França, em torno de Paris, que sempre permaneceu um centro importante, ou mesmo na Lombardia, em torno da corte milanesa, outro polo de grande atividade. Também se irradiou para a Borgonha, os reinos de Navarra e Aragão, os Países Baixos e Chipre, que eram diretamente influenciados pela França. Alguns compositores estiveram ativos em Londres e na Toscana, e algumas fontes indicam alguma penetração do estilo no Vêneto e na região germânica, mas a abrangência da escola ainda é mal conhecida. A vasta maioria das obras não é datada e não tem indicação precisa de origem, praticamente impossibilitando o estabelecimento com qualquer segurança de uma cronologia evolutiva e das linhas de difusão, mas pesquisas recentes sugerem que de fato foi um estilo pan-europeu.

### Fontes

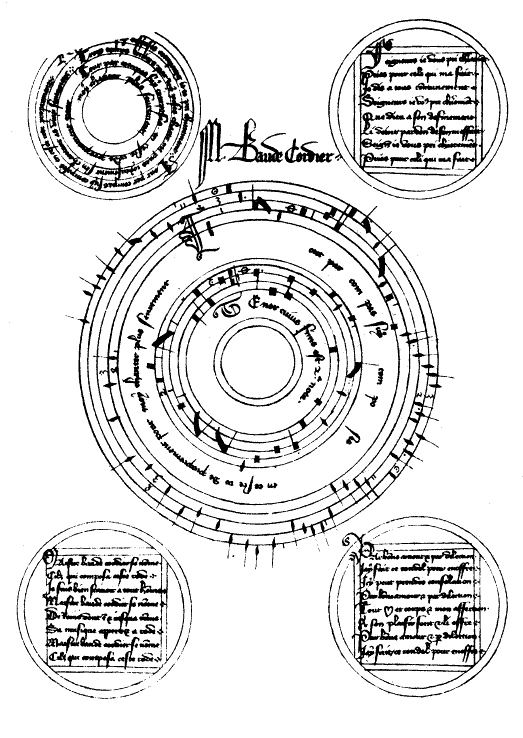
Partitura de Tout par compas de Baude Cordier, do Codex de Chantilly.

### Compositores
Francesco Landini, Franchiscus, Baude Cordier, Grimace, Pierre de Molins, Solage, Jean Vaillant, Matheus de Sancto Johanne, Goscalch, Johannes Symonis, Olivier, Egidius, Johannes de Alte Curie, Philippus de Caserta, Trebor, Antonio da Cividale, Jacob Senleches, Rodericus, Zachara de Teramo, Matteo da Perugia, Jehan Suzay, Anthonello de Caserta, Bartholomeus de Bononia, Johannes Ciconia, Paolo da Firenze, Martinus Fabri, Perrinet, Sortes, Chassa, Johannes de Janua, Taillander, Nucella, Pykini, Alani, Fleury, Benoit, Zeltenpferd, Blasius, Depansis, Garinus, Guymont, Graneti, Jehan Lebeuf d'Abberville, Pontieu, Meruco, Loys, Marcus, Orles, Petrus Fabri, Sale, Tanel, Tristani, entre muitos outros. A maioria desses personagens é completamente obscura e só aparecem como autores de uma ou poucas obras. Muitas obras são anônimas.

## Características

### Estilo
A produção da Ars subtilior tem sido associada a um caráter tipicamente francês, considerado central para a definição do estilo, mesmo tendo sido cultivado em outras regiões, mas essa definição canônica se torna pouco consistente após uma análise mais atenta. É invariavelmente polifônica, baseada numa interpretação livre do sistema modal com frequente uso de ambiguidades e irregularidades harmônicas, cromatismos, dissonâncias e acidentes, complexa em termos rítmicos e estruturais, e geralmente é descrita como muito refinada, intelectualizada e experimentalista, mas esses conceitos são mal definidos e têm sido postos em debate. Embora grande parte do repertório seja de difícil execução, tem sido criticada especialmente a ideia de que era uma música exclusiva de círculos eruditos, diante das novas evidências de uma larga difusão e ampla aceitação popular, dialogando com e se enriquecendo no contato com outras formas de expressão, mas a relativa escassez de fontes e o pobre conhecimento sobre as práticas musicais do período, suas vias de irradiação e formas de transmissão impede a formulação de uma imagem sólida e definida sobre esta escola.
Além de constituir uma tendência de sofisticação estética, suas características eram um reflexo também de novos conceitos matemáticos. Por sua técnica avançada constituía a vanguarda da época, e muitas vezes, por suas abstrações formais e singularidades técnicas, esta escola é comparada à produção contemporânea de música experimental. As complexidades musicais mais marcantes e típicas são mais encontradas no gênero da balada, mas elas aparecem em qualquer gênero. Essas complexidades eram frequentemente espelhadas na estrutura e conteúdo dos textos, que geralmente tratavam de temas profanos como o amor, a cavalaria, a guerra e elogios a personalidades da época, mas não são raros exemplos de uso litúrgico ou paralitúrgico como motetos e partes de missas. É difícil delimitar com precisão os limites estilísticos e técnicos da Ars subtilior, uma vez que esses elementos, dentro do universo musical, ocorrem num continuum sem fronteiras fixas que vai do muito complexo ao muito simples, e a classificação das obras dentro dessa escola muitas vezes é controversa e subjetiva.
As discrepâncias encontradas nas melodias, ritmos e texto das mesmas peças preservadas em manuscritos diferentes podem às vezes se dever a simples erros, mas a grande frequência e amplitude com que isso ocorre sugere que havia um grande espaço para o improviso e variação e que o senso de forma definitiva não existia ou era considerado pouco importante. Também há evidências de que as peças podiam ser adaptadas ou simplificadas conforme o gosto ou educação do público presente na ocasião e a disponibilidade de intérpretes qualificados, e os intérpretes podiam omitir vozes ou acrescentar novas. Essas variações na prática eram comuns naquela época, mas parecem ter sido especialmente cultivadas pelos músicos da Ars subtilior como parte do seu interesse pelos jogos intelectuais e matemáticos.
Na opinião de Smilansky, "o que torna essa música especial [...] é sua linguagem harmônica e senso de liberdade. Sua flexibilidade, criatividade e gosto pela surpresa, junto com suas dissonâncias expressivas e lógicas", acrescentando que para o público de hoje suas dificuldades já são entendidas como parte integral da sua linguagem e como um dos traços mais interessantes desse estilo. "Grande parte do deleite provêm da falta de ortodoxia e da 'diabólica' criatividade que o estilo mostra". Para o pesquisador, a originalidade da Ars subtilior surgiu da transformação do processo de administração dos desvios da norma de uma prática rotineira e inconsciente em uma condição de projeto estético. As técnicas usadas para contrariar e desafiar as expectativas e o cânone musical se tornaram instrumentos de expressividade e significado, perdendo o caráter de desestabilizadores estilísticos para assumir a função de linguagem coerente e autoconsciente.

### Notação

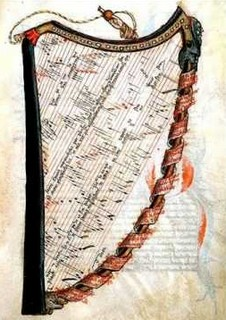
Partitura de La harpe de melodie, de Jacob Senleches.

Durante a vigência da Ars subtilior os teóricos e compositores desenvolveram uma série de novas formas de notas e outros sinais, usando também a escrita das notas em cores diferentes, para indicar mudanças de compasso, duração ou altura ou orientar a maneira de execução. Evidenciavam também uma forte preocupação com a estética da própria partitura, o que envolvia atenção à forma das notas e sinais e à apresentação do texto. Às vezes as partituras eram desenhadas em formas inusitadas, como em forma de coração, no caso do rondeau Belle, bonne, sage de Baude Cordier, ou em forma de harpa, na peça La harpe de melodie, de Jacob Senleches, ou da partitura circular também de Cordier Tout par compas. Segundo Smilansky, o desejo de integração entre a expressão visual, textual e musical foi um dos traços mais marcantes e essenciais da Ars subtilior, diferenciando-a de todas as outras escola da época. Também foi uma característica importante a adoção sistemática da notação das partes separadamente, e não uma sobre a outra.
Porém, boa parte das obras não recorre a esses meios novos, e usa a notação tradicional. Havia de fato, naquela época, uma grande inconsistência nas formas usadas para anotar a música, e isso afetava todas as outras escolas. Essa inconsistência tem gerando grandes problemas para a transcrição das obras em notação moderna.

## Estudo
A música da Ars subtilior passou séculos esquecida, e só começou a ser recuperada quando Charles-Edmond-Henri de Coussemaker escreveu um artigo em 1869 chamando a atenção dos musicólogos para o material dos códices de Chantilly e Módena. A recepção dessa música no cânone musical não foi imediata. De início os especialistas tiveram dificuldade de encaixar suas extravagâncias no que sabiam sobre a evolução das formas musicais, e a tendência foi considerar a escola uma simples anomalia curiosa e cheia de cacofonias. Para complicar, os musicólogos alemães, que dominavam o campo naquela época, se mostravam reticentes em abordar a música antiga francesa. O tema permaneceu dormente até a década de 1940, quando ocorria um forte renascimento do interesse pela música medieval em geral.
Willi Apel pode ser considerado o fundador dos estudos específicos sobre a Ars subtilior, publicando um importante livro, The Notation of Polyphonic music 900-1600 (1942), em que tornou acessível uma quantidade de peças que antes tinham circulação difícil por permanecerem em manuscritos. Mesmo assim, suas considerações desfavoráveis sobre as complexidades notacionais mostram que a escola ainda estava cercada de preconceitos, mas por outro lado ele começou a definir as especificidades do estilo. Depois dele vários outros trabalhos apareceram, mas a escola permanecia como um tópico marginal nos estudos especializados, muitas vezes considerada um fenômeno excessivamente hermético ou de pequeno interesse. Ursula Günther nos anos 1960 revitalizou a pesquisa, reforçou a noção de um estilo autônomo e bem caracterizado, definindo seus principais parâmetros, no geral ainda em vigor, e introduziu uma abordagem analítica moderna e despida de considerações ideológicas. Uma década depois os principais manuscritos já estavam todos transcritos em edições críticas, as teses, artigos e conferências se multiplicavam, enfocando aspectos de estilo, cronologia, biografia, notação, paleografia, interpretação e teoria, novos manuscritos foram descobertos, e ao mesmo tempo eram lançadas as primeiras gravações. De qualquer maneira, o tema ainda é palco de muita controvérsia, muitos conceitos sofrem revisão continuada, e essa música não se tornou realmente popular entre o grande público contemporâneo.

## Exemplos
- Senleches: Fuions de ciⓘ
- Solage: Fumeux fume par fumeeⓘ